# Kittery (Maine)
Kittery és una població dels Estats Units a l'estat de Maine (EUA). Segons el cens del 2000 tenia 9.543 habitants.

## Demografia
Segons el cens del 2000, Kittery tenia 9.543 habitants, 4.078 habitatges, i 2.528 famílies. La densitat de població era de 206,8 habitants/km².
Dels 4.078 habitatges en un 27,7% hi vivien nens de menys de 18 anys, en un 50,1% hi vivien parelles casades, en un 8,6% dones solteres, i en un 38% no eren unitats familiars. En el 29,4% dels habitatges hi vivien persones soles el 10,6% de les quals corresponia a persones de 65 anys o més que vivien soles. El nombre mitjà de persones vivint en cada habitatge era de 2,29 i el nombre mitjà de persones que vivien en cada família era de 2,86.
Per edats la població es repartia de la següent manera: un 21,9% tenia menys de 18 anys, un 7,4% entre 18 i 24, un 30,7% entre 25 i 44, un 24,8% de 45 a 60 i un 15,2% 65 anys o més.
L'edat mediana era de 39 anys. Per cada 100 dones de 18 o més anys hi havia 92,1 homes.
La renda mediana per habitatge era de 52.200 $ i la renda mediana per família de 53.343 $. Els homes tenien una renda mediana de 37.096 $ mentre que les dones 29.850 $. La renda per capita de la població era de 24.153 $. Entorn del 5,7% de les famílies i el 7,6% de la població estaven per davall del llindar de pobresa.

## Poblacions més properes
El següent diagrama mostra les poblacions més properes.